# Mas Serra (Talamanca)
El Mas Serra és un edifici del municipi de Talamanca (Bages) inclosa en l'Inventari del Patrimoni Arquitectònic de Catalunya.

## Descripció
La masia consta d'un cos central, antic, i dos cossos adossats d'època posterior, un a la cara sud i l'altre a la nord. L'entrada principal es troba a ponent, i presenta una porta de mig punt amb dovelles grans i ben disposades. Consta de planta baixa- en bona part destinada a les corts-, un primer pis i unes golfes. La cara sud, en ser la més assolellada, és la que presenta més obertures (6 finestres, 2 porxades i 2 balcons). L'aparell és molt irregular i no està disposat en filades. En el cos antic hi ha algunes parts obrades en tàpia.

## Història
La part originària de la masia podria ser del segle xvii o anterior. A l'interior hi ha una premsa del segle xvii. Els cossos adossats són clarament posteriors; així ho testimonien la seva estructura, els materials emprats i el tipus d'aparell.